# Gruppe 47
A Gruppe 47 egy huszadik századi német irodalmi társaság volt, amelynek találkozóin 1947 és 1967 között kiemelkedő német nyelvű írók, költők vettek részt. A találkozók kezdeményezője Hans Werner Richter volt.

## Előzmények
A társaság gyakorlatilag a Der Ruf című irodalmi folyóirat szerzői köréből alakult ki, amelyet szerkesztőként Richter, kiadóként pedig Alfred Andersch jegyzett. A lap 1946-ban jelent meg először Münchenben, de elődjének tekinthető az 1945-ös kiadás, amelyet New Yorkban Blätter für deutsche Kriegsgefangene címen jelentettek meg, az amerikai hadsereg ellenőrzése alatt. Ezt a folyóiratot az amerikaiak 1947 áprilisában megszüntették. A Der Ruf című lapot Münchenben 1948-ig, Mannheimben pedig 1949-ig adták ki.

## A kezdetek
A folyóirat szerzői 1947 júliusában találkoztak, és úgy döntöttek, hogy Der Skorpion címen új irodalmi folyóiratot alapítanak és felolvassák, megvitatják egymás kéziratait. Richter ezt követően meghívta a gondosan kiválasztott szerzőket az első találkozóra, amelyre 1947. szeptember 10-én került sor Ilse Schneider-Lengyel házában. A főtitkár nélküli társaság meghívásait ezt követően is minden esetben a ma „megalapítóként” számon tartott Richter küldte meg az érintetteknek. A társaság első ülésén Hans Georg Brenner nevezte el az irodalmi kört Gruppe 47-nek, amely valójában még hivatalosan bejegyzett egyesületnek sem minősült. A névválasztásban a spanyol 98-csoport inspirálta a jelenlévőket, mely csoport 1898-ban a spanyol-amerikai háború után alakult, s zászlajára tűzte a spanyol irodalom és társadalom megújítását.
A Gruppe 47 egy vesztes háború után szintén megújulást szorgalmazott mind irodalmi mind társadalmi téren. Céljuk volt, hogy a nácik által „beszennyezett” nyelvet megújítsák, megszabadítsák azt a pátosztól és mindenfajta propagandától. A nyelv egyszerű mindennapi közlések eszközeként szolgált. A csoport tagjai közül kerültek ki az ún. „Trümmerliteratur” („törmelék-irodalom” v. romirodalom), vagy „Kahlschlagliteratur” („tarvágás-irodalom”) szerzői, akik a német irodalmat tiszta lappal próbálták meg újraindítani (Nullstunde).
Az akkoriban feltörekvő írógeneráció szakítani kívánt nem csak az addigi német irodalmi hagyományokkal, de magukkal a "nagy" írókkal is. Elutasították a weimari köztársaság, a külföldre menekült, de a belföldi emigrációba kényszerült írók munkásságát is.

## A találkozók
A találkozókat Richter vezette. Kezdetben ő határozott arról is, hogy kiket hívjanak meg, később azonban már tanácsokat is elfogadott a csoportosulás közvetlen környezetéből. Az összejövetelekre rendszeres időközönként, általában évente vagy félévente került sor. A jelenlévő szerzők felolvasták még meg nem jelent írásaikat, a többi író pedig véleményezte a kéziratokat. A legjobb művek elismerésben is részesültek. A találkozókon rendszeresen részt vettek külföldi szerzők és kritikusok is.

## A célok
A társaság célja kezdetben egyrészt az volt, hogy támogassa a háború utáni német irodalom szerzőit, másrészt pedig, hogy demokráciára nevelje Németországban az embereket a hitleri éveket követően.
A Gruppe 47 rövid időn belül a német irodalmi élet szerves részévé vált – köszönhetően ismert és elismert tagjainak is.
A Gruppe 47 fejlődési szakaszai Kröll szerint:
- 1. A megalakulási periódus: Az első 3 év hasonlított az irodalmi műhelyekhez. Az írók itt teret kaptak új műveik felolvasására és a kollégák kritikájának meghallgatására.
- 2. Felemelkedési szakasz 1950-1957: A csoport véleménye egyre jobban számított irodalmi körökben. A kollegiális kritikát felváltotta a professzionális kritika.
- 3. 1958-1963 virágzás szakasza: Egyfajta kulturális-irodalmi intézetté nőtte ki magát az irodalmi műhely. Ha valaki pozitív bírálatot kapott, biztos lehetett benne, hogy a világirodalomban is jelentőset alkotott.
- 4. 1964-1967 késői fázis, széthullás: A csoport feleslegessé vált, már nem tudott megfelelően reagálni a fejlődésre

## A feloszlás
A társaságon belül kialakult politikai viták következtében egyre feszültebb hangulatú találkozókra került sor. 1966-ban már a tagok egy része, így Joachim Kaiser és Fritz J. Raddatz is úgy nyilatkozott, hogy fel kellene oszlatni a csoportot, mivel az számos támadás, szidalmazó vagy éppen dicsérő nyilatkozat révén politikai eszközzé vált. 
Az egyik utolsó találkozóra 1967-ben került sor. A következő évre tervezett prágai összejövetelt a Szovjet Hadsereg bevonulása miatt nem tudták megtartani. 
Ezt követően a társaság még ugyan formálisan létezett, de már nem tartott összejöveteleket, gyakorlatilag nem volt szerepe a német közéletben. Richter egész egyszerűen nem küldött ki meghívókat újabb összejövetelekre.
A feloszlásról hivatalosan 1977-ben határozták Bad Saulgauban.
1990-ben sor került egy utolsó találkozóra Prága közelében, a dobříši kastélyban, ahol a régi tagok az új német irodalmi nemzedék képviselőivel találkoztak. Ezt az összejövetelt Günter Grass kezdeményezte, akinek Vesztfál csevej (1979) című elbeszélése a korábbi rendszeres találkozókat dolgozza fel. A művet Hans Werner Richternek ajánlotta annak 70. születésnapja alkalmából.

## Díjazottak
A Gruppe 47 irodalmi díját 1950-től kezdve még ismeretlen szerzőknek ítélték oda. Az első két díjra szánt pénzt az amerikai Coward-McCann kiadó adományozta. A díjat később különböző kiadók és rádióállomások finanszírozták. A díjazottak teljes listája:
- 1950: Günter Eich
- 1951: Heinrich Böll
- 1952: Ilse Aichinger
- 1953: Ingeborg Bachmann
- 1954: Adriaan Morriën
- 1955: Martin Walser
- 1958: Günter Grass
- 1962: Johannes Bobrowski
- 1965: Peter Bichsel
- 1967: Jürgen Becker

## Fontosabb résztvevők
| - Ilse Aichinger - Carl Amery - Alfred Andersch - Ingeborg Bachmann - Wolfgang Bächler - Konrad Bayer - Jürgen Becker - Peter Bichsel - Johannes Bobrowski - Heinrich Böll - Nicolas Born - Paul Celan - Friedrich Christian Delius - Günter Eich - Hans Magnus Enzensberger - Hubert Fichte - Erich Fried - Heinz Friedrich - Malte Gaumert - Günter Grass - Walter Maria Guggenheimer - Geno Hartlaub | - Peter Handke - Manfred Peter Hein - Helmut Heißenbüttel - Wolfgang Hildesheimer - Gustav René Hocke - Walter Höllerer - Walter Jens - Uwe Johnson - Joachim Kaiser - Hellmuth Karasek - Erich Kästner - Alexander Kluge - Wolfgang Koeppen - Walter Kolbenhoff - Barbara König - Karl Krolow - Otto Heinrich Kühner - Siegfried Lenz - Reinhard Lettau - Jakov Lind - Hans Mayer - Horst Mönnich | - Adriaan Morriën - Ivan Nagel - Rüdiger Proske - Fritz J. Raddatz - Marcel Reich-Ranicki - Ruth Rehmann - Hans Werner Richter - Toni Richter - Klaus Roehler - Peter Rühmkorf - Hans Sahl - Franz-Joseph Schneider - Ilse Schneider-Lengyel - Siegfried Unseld - Wolfdietrich Schnurre - Johannes Mario Simmel - Nicolaus Sombart - Martin Walser - Peter Weiss - Dieter Wellershoff - Wolfgang Weyrauch - Gabriele Wohmann - Ror Wolf |

## Külső hivatkozások
- Gruppe 47 (Kultur-Netz, német nyelven)